# 6 Heures de Bahreïn 2021
Les 6 Heures de Bahreïn 2021 ont été la cinquième manche du Championnat du monde d'endurance FIA 2021 et la 9e édition de l'épreuve. Elles se sont déroulées le 30 octobre 2021 sur le Circuit international de Sakhir. Les 6 Heures de Bahreïn 2021 avaient remplacé les 6 Heures de Fuji prévues le 26 septembre qui avaient été annulées en raison des restrictions de déplacements liées à la pandémie de Covid-19 et aux difficultés logistiques.

## Qualifications
| Pos. | Classe    | N°  | Écurie                    | Pilote                 | Temps          | Écart      | Grille |
| 1    | Hypercar  | 8   | Toyota Gazoo Racing       | Brendon Hartley        | 1 min 47 s 049 | --         | 1      |
| 2    | Hypercar  | 7   | Toyota Gazoo Racing       | Kamui Kobayashi        | 1 min 47 s 447 | + 0 s 398  | 2      |
| 3    | Hypercar  | 36  | Alpine Elf Matmut         | André Negrão           | 1 min 48 s 003 | + 0 s 954  | 3      |
| 4    | LMP2      | 28  | JOTA                      | Tom Blomqvist          | 1 min 49 s 932 | + 2 s 883  | 4      |
| 5    | LMP2      | 22  | United Autosports USA     | Filipe Albuquerque     | 1 min 49 s 994 | + 2 s 945  | 5      |
| 6    | LMP2      | 38  | JOTA                      | António Félix da Costa | 1 min 50 s 198 | + 3 s 149  | 6      |
| 7    | LMP2      | 70  | Realteam Racing           | Loïc Duval             | 1 min 50 s 559 | + 3 s 510  | 7      |
| 8    | LMP2      | 34  | Inter Europol Competition | Renger Van der Zande   | 1 min 50 s 658 | + 3 s 609  | 8      |
| 9    | LMP2      | 29  | Racing Team Nederland     | Giedo van der Garde    | 1 min 50 s 942 | + 3 s 893  | 9      |
| 10   | LMP2      | 31  | Team WRT                  | Charles Milesi         | 1 min 51 s 043 | + 3 s 994  | 10     |
| 11   | LMP2      | 21  | DragonSpeed USA           | Ben Hanley             | 1 min 51 s 312 | + 4 s 263  | 11     |
| 12   | LMP2      | 44  | ARC Bratislava            | Oliver Webb            | 1 min 51 s 487 | + 4 s 438  | 12     |
| 13   | LMP2      | 20  | High Class Racing         | Robert Kubica          | 1 min 51 s 506 | + 4 s 457  | 13     |
| 14   | LMP2      | 1   | Richard Mille Racing Team | Sophia Flörsch         | 1 min 51 s 736 | + 4 s 687  | 14     |
| 15   | LMGTE Pro | 92  | Porsche GT Team           | Kévin Estre            | 1 min 56 s 144 | + 9 s 095  | 15     |
| 16   | LMGTE Pro | 91  | Porsche GT Team           | Gianmaria Bruni        | 1 min 56 s 178 | + 9 s 129  | 16     |
| 17   | LMGTE Pro | 52  | AF Corse                  | Miguel Molina          | 1 min 57 s 327 | + 10 s 278 | 17     |
| 18   | LMGTE Pro | 51  | AF Corse                  | Alessandro Pier Guidi  | 1 min 57 s 573 | + 10 s 524 | 18     |
| 19   | LMGTE Am  | 60  | Iron Lynx                 | Rino Mastronardi       | 1 min 58 s 687 | + 11 s 638 | 19     |
| 20   | LMGTE Am  | 98  | NorthWest AMR             | Paul Dalla Lana        | 1 min 59 s 331 | + 12 s 282 | 20     |
| 21   | LMGTE Am  | 56  | Team Project 1            | Egidio Perfetti        | 1 min 59 s 404 | + 12 s 355 | 21     |
| 22   | LMGTE Am  | 47  | Cetilar Racing            | Roberto Lacorte        | 1 min 59 s 410 | + 12 s 361 | 22     |
| 23   | LMGTE Am  | 54  | AF Corse                  | Thomas Flohr           | 1 min 59 s 534 | + 12 s 485 | 23     |
| 24   | LMGTE Am  | 33  | TF Sport                  | Ben Keating            | 1 min 59 s 538 | + 12 s 489 | 24     |
| 25   | LMGTE Am  | 88  | Dempsey-Proton Racing     | Khaled Al Qubaisi      | 1 min 59 s 923 | + 12 s 874 | 25     |
| 26   | LMGTE Am  | 83  | AF Corse                  | François Perrodo       | 2 min 00 s 263 | + 13 s 214 | 26     |
| 27   | LMGTE Am  | 77  | Dempsey-Proton Racing     | Christian Ried         | 2 min 00 s 294 | + 13 s 245 | 27     |
| 28   | LMGTE Am  | 777 | D'Station Racing          | Satoshi Hoshino        | 2 min 00 s 300 | + 13 s 251 | 28     |
| 29   | LMGTE Am  | 85  | Iron Lynx                 | Sarah Bovy             | 2 min 00 s 457 | + 13 s 408 | 29     |
| 30   | LMGTE Am  | 86  | GR Racing                 | Michael Wainwright     | 2 min 00 s 939 | + 13 s 890 | 30     |
| 31   | LMGTE Am  | 57  | Kessel Racing             | Takeshi Kimura (de)    | 2 min 01 s 877 | + 14 s 828 | 31     |
| 32   | LMGTE Am  | 46  | Team Project 1            |                        | Forfait        | Forfait    |        |

## La course

### Classement de la course
Voici le classement officiel au terme de la course.
- Les premiers de chaque catégorie du championnat du monde sont signalés par un fond jaune.
- Pour la colonne Pneus, il faut passer le curseur au-dessus du modèle pour connaître le manufacturier de pneumatiques.

| Pos | Classe    | no  | Écurie                    | Pilotes                                                  | Châssis                        | Pneus | Tours | Temps               |
| Pos | Classe    | no  | Écurie                    | Pilotes                                                  | Moteur                         | Pneus | Tours | Temps               |
| --- | --------- | --- | ------------------------- | -------------------------------------------------------- | ------------------------------ | ----- | ----- | ------------------- |
| 1   | Hypercar  | 7   | Toyota Gazoo Racing       | Mike Conway Kamui Kobayashi José María López             | Toyota GR010 Hybrid            | M     | 185   | 6 h 00 min 33 s 356 |
| 1   | Hypercar  | 7   | Toyota Gazoo Racing       | Mike Conway Kamui Kobayashi José María López             | Toyota 3,5 L V6 Bi-Turbo       | M     | 185   | 6 h 00 min 33 s 356 |
| 2   | Hypercar  | 8   | Toyota Gazoo Racing       | Sébastien Buemi Kazuki Nakajima Brendon Hartley          | Toyota GR010 Hybrid            | M     | 185   | + 51 s 401          |
| 2   | Hypercar  | 8   | Toyota Gazoo Racing       | Sébastien Buemi Kazuki Nakajima Brendon Hartley          | Toyota 3,5 L V6 Bi-Turbo       | M     | 185   | + 51 s 401          |
| 3   | Hypercar  | 36  | Alpine Elf Matmut         | André Negrão Nicolas Lapierre Matthieu Vaxiviere         | Alpine A480                    | M     | 184   | + 1 tour            |
| 3   | Hypercar  | 36  | Alpine Elf Matmut         | André Negrão Nicolas Lapierre Matthieu Vaxiviere         | Gibson GK458 4,5 L V8 Atmo     | M     | 184   | + 1 tour            |
| 4   | LMP2      | 31  | Team WRT                  | Robin Frijns Ferdinand Habsburg Charles Milesi           | Oreca 07                       | G     | 180   | + 5 tours           |
| 4   | LMP2      | 31  | Team WRT                  | Robin Frijns Ferdinand Habsburg Charles Milesi           | Gibson GK428 4,2 L V8 Atmo     | G     | 180   | + 5 tours           |
| 5   | LMP2      | 28  | JOTA                      | Sean Gelael Stoffel Vandoorne Tom Blomqvist              | Oreca 07                       | G     | 180   | + 5 tours           |
| 5   | LMP2      | 28  | JOTA                      | Sean Gelael Stoffel Vandoorne Tom Blomqvist              | Gibson GK428 4,2 L V8 Atmo     | G     | 180   | + 5 tours           |
| 6   | LMP2      | 38  | JOTA                      | Roberto González António Félix da Costa Anthony Davidson | Oreca 07                       | G     | 180   | + 5 tours           |
| 6   | LMP2      | 38  | JOTA                      | Roberto González António Félix da Costa Anthony Davidson | Gibson GK428 4,2 L V8 Atmo     | G     | 180   | + 5 tours           |
| 7   | LMP2      | 22  | United Autosports USA     | Phil Hanson Fabio Scherer Filipe Albuquerque             | Oreca 07                       | G     | 180   | + 5 tours           |
| 7   | LMP2      | 22  | United Autosports USA     | Phil Hanson Fabio Scherer Filipe Albuquerque             | Gibson GK428 4,2 L V8 Atmo     | G     | 180   | + 5 tours           |
| 8   | LMP2      | 29  | Racing Team Nederland     | Frits van Eerd Giedo van der Garde Job van Uitert        | Oreca 07                       | G     | 178   | + 7 tours           |
| 8   | LMP2      | 29  | Racing Team Nederland     | Frits van Eerd Giedo van der Garde Job van Uitert        | Gibson GK428 4,2 L V8 Atmo     | G     | 178   | + 7 tours           |
| 9   | LMP2      | 1   | Richard Mille Racing Team | Sophia Flörsch Beitske Visser Gabriel Aubry              | Oreca 07                       | G     | 178   | + 7 tours           |
| 9   | LMP2      | 1   | Richard Mille Racing Team | Sophia Flörsch Beitske Visser Gabriel Aubry              | Gibson GK428 4,2 L V8 Atmo     | G     | 178   | + 7 tours           |
| 10  | LMP2      | 70  | Realteam Racing           | Esteban Garcia Loïc Duval Norman Nato                    | Oreca 07                       | G     | 178   | + 7 tours           |
| 10  | LMP2      | 70  | Realteam Racing           | Esteban Garcia Loïc Duval Norman Nato                    | Gibson GK428 4,2 L V8 Atmo     | G     | 178   | + 7 tours           |
| 11  | LMP2      | 20  | High Class Racing         | Dennis Andersen Anders Fjordbach Robert Kubica           | Oreca 07                       | G     | 177   | + 8 tours           |
| 11  | LMP2      | 20  | High Class Racing         | Dennis Andersen Anders Fjordbach Robert Kubica           | Gibson GK428 4,2 L V8 Atmo     | G     | 177   | + 8 tours           |
| 12  | LMP2      | 34  | Inter Europol Competition | Jakub Śmiechowski Renger Van der Zande Alex Brundle      | Oreca 07                       | G     | 175   | + 10 tours          |
| 12  | LMP2      | 34  | Inter Europol Competition | Jakub Śmiechowski Renger Van der Zande Alex Brundle      | Gibson GK428 4,2 L V8 Atmo     | G     | 175   | + 10 tours          |
| 13  | LMGTE Pro | 92  | Porsche GT Team           | Kévin Estre Neel Jani                                    | Porsche 911 RSR-19             | M     | 174   | + 11 tours          |
| 13  | LMGTE Pro | 92  | Porsche GT Team           | Kévin Estre Neel Jani                                    | Porsche 4,0 L Flat-6 Atmo      | M     | 174   | + 11 tours          |
| 14  | LMGTE Pro | 91  | Porsche GT Team           | Gianmaria Bruni Richard Lietz                            | Porsche 911 RSR-19             | M     | 174   | + 11 tours          |
| 14  | LMGTE Pro | 91  | Porsche GT Team           | Gianmaria Bruni Richard Lietz                            | Porsche 4,0 L Flat-6 Atmo      | M     | 174   | + 11 tours          |
| 15  | LMGTE Pro | 51  | AF Corse                  | Alessandro Pier Guidi James Calado                       | Ferrari 488 GTE Evo            | M     | 174   | + 11 tours          |
| 15  | LMGTE Pro | 51  | AF Corse                  | Alessandro Pier Guidi James Calado                       | Ferrari F154CB 3,9 L V8 Turbo  | M     | 174   | + 11 tours          |
| 16  | LMGTE Pro | 52  | AF Corse                  | Daniel Serra Miguel Molina                               | Ferrari 488 GTE Evo            | M     | 174   | + 11 tours          |
| 16  | LMGTE Pro | 52  | AF Corse                  | Daniel Serra Miguel Molina                               | Ferrari F154CB 3,9 L V8 Turbo  | M     | 174   | + 11 tours          |
| 17  | LMGTE Am  | 33  | TF Sport                  | Ben Keating Dylan Pereira Felipe Fraga                   | Aston Martin Vantage AMR       | M     | 172   | + 13 tours          |
| 17  | LMGTE Am  | 33  | TF Sport                  | Ben Keating Dylan Pereira Felipe Fraga                   | Aston Martin 4,0 L V8 Bi-Turbo | M     | 172   | + 13 tours          |
| 18  | LMGTE Am  | 77  | Dempsey-Proton Racing     | Christian Ried Jaxon Evans Matt Campbell                 | Porsche 911 RSR-19             | M     | 172   | + 13 tours          |
| 18  | LMGTE Am  | 77  | Dempsey-Proton Racing     | Christian Ried Jaxon Evans Matt Campbell                 | Porsche 4,0 L Flat-6 Atmo      | M     | 172   | + 13 tours          |
| 19  | LMGTE Am  | 56  | Team Project 1            | Egidio Perfetti Matteo Cairoli Riccardo Pera             | Porsche 911 RSR-19             | M     | 172   | + 13 tours          |
| 19  | LMGTE Am  | 56  | Team Project 1            | Egidio Perfetti Matteo Cairoli Riccardo Pera             | Porsche 4,0 L Flat-6 Atmo      | M     | 172   | + 13 tours          |
| 20  | LMGTE Am  | 98  | NorthWest AMR             | Paul Dalla Lana Augusto Farfus Marcos Gomes              | Aston Martin Vantage AMR       | M     | 172   | + 13 tours          |
| 20  | LMGTE Am  | 98  | NorthWest AMR             | Paul Dalla Lana Augusto Farfus Marcos Gomes              | Aston Martin 4,0 L V8 Bi-Turbo | M     | 172   | + 13 tours          |
| 21  | LMP2      | 44  | ARC Bratislava            | Miroslav Konôpka Oliver Webb Kush Maini                  | Oreca 07                       | G     | 172   | + 13 tours          |
| 21  | LMP2      | 44  | ARC Bratislava            | Miroslav Konôpka Oliver Webb Kush Maini                  | Gibson GK428 4,2 L V8 Atmo     | G     | 172   | + 13 tours          |
| 22  | LMGTE Am  | 83  | AF Corse                  | François Perrodo Nicklas Nielsen Alessio Rovera          | Ferrari 488 GTE Evo            | M     | 172   | + 13 tours          |
| 22  | LMGTE Am  | 83  | AF Corse                  | François Perrodo Nicklas Nielsen Alessio Rovera          | Ferrari F154CB 3,9 L V8 Turbo  | M     | 172   | + 13 tours          |
| 23  | LMGTE Am  | 86  | GR Racing                 | Michael Wainwright Ben Barker Tom Gamble                 | Porsche 911 RSR-19             | M     | 171   | + 14 tours          |
| 23  | LMGTE Am  | 86  | GR Racing                 | Michael Wainwright Ben Barker Tom Gamble                 | Porsche 4,0 L Flat-6 Atmo      | M     | 171   | + 14 tours          |
| 24  | LMGTE Am  | 54  | AF Corse                  | Thomas Flohr Francesco Castellacci Giancarlo Fisichella  | Ferrari 488 GTE Evo            | M     | 171   | + 14 tours          |
| 24  | LMGTE Am  | 54  | AF Corse                  | Thomas Flohr Francesco Castellacci Giancarlo Fisichella  | Ferrari F154CB 3,9 L V8 Turbo  | M     | 171   | + 14 tours          |
| 25  | LMGTE Am  | 85  | Iron Lynx                 | Rahel Frey Sarah Bovy Katherine Legge                    | Ferrari 488 GTE Evo            | M     | 171   | + 14 tours          |
| 25  | LMGTE Am  | 85  | Iron Lynx                 | Rahel Frey Sarah Bovy Katherine Legge                    | Ferrari F154CB 3,9 L V8 Turbo  | M     | 171   | + 14 tours          |
| 26  | LMGTE Am  | 57  | Kessel Racing             | Takeshi Kimura (de) Scott Andrews Mikkel Jensen          | Ferrari 488 GTE Evo            | M     | 170   | + 15 tours          |
| 26  | LMGTE Am  | 57  | Kessel Racing             | Takeshi Kimura (de) Scott Andrews Mikkel Jensen          | Ferrari F154CB 3,9 L V8 Turbo  | M     | 170   | + 15 tours          |
| 27  | LMGTE Am  | 47  | Cetilar Racing            | Roberto Lacorte Giorgio Sernagiotto Antonio Fuoco        | Ferrari 488 GTE Evo            | M     | 170   | + 15 tours          |
| 27  | LMGTE Am  | 47  | Cetilar Racing            | Roberto Lacorte Giorgio Sernagiotto Antonio Fuoco        | Ferrari F154CB 3,9 L V8 Turbo  | M     | 170   | + 15 tours          |
| 28  | LMGTE Am  | 777 | D'Station Racing          | Satoshi Hoshino Tomonobu Fujii Andrew Watson (en)        | Aston Martin Vantage AMR       | M     | 169   | + 16 tours          |
| 28  | LMGTE Am  | 777 | D'Station Racing          | Satoshi Hoshino Tomonobu Fujii Andrew Watson (en)        | Aston Martin 4,0 L V8 Bi-Turbo | M     | 169   | + 16 tours          |
| 29  | LMGTE Am  | 60  | Iron Lynx                 | Rino Mastronardi Andrea Piccini Matteo Cressoni          | Ferrari 488 GTE Evo            | M     | 169   | + 16 tours          |
| 29  | LMGTE Am  | 60  | Iron Lynx                 | Rino Mastronardi Andrea Piccini Matteo Cressoni          | Ferrari F154CB 3,9 L V8 Turbo  | M     | 169   | + 16 tours          |
| 30  | LMP2      | 21  | DragonSpeed USA           | Henrik Hedman Juan Pablo Montoya Ben Hanley              | Oreca 07                       | G     | 166   | + 19 tours          |
| 30  | LMP2      | 21  | DragonSpeed USA           | Henrik Hedman Juan Pablo Montoya Ben Hanley              | Gibson GK428 4,2 L V8 Atmo     | G     | 166   | + 19 tours          |
| 31  | LMGTE Am  | 88  | Dempsey-Proton Racing     | Khaled Al Qubaisi Adrien de Leener (de) Julien Andlauer  | Porsche 911 RSR-19             | M     | 166   | + 19 tours          |
| 31  | LMGTE Am  | 88  | Dempsey-Proton Racing     | Khaled Al Qubaisi Adrien de Leener (de) Julien Andlauer  | Porsche 4,0 L Flat-6 Atmo      | M     | 166   | + 19 tours          |

## Pole position et record du tour
- Pole position :  Brendon Hartley (#8 Toyota Gazoo Racing) en 1 min 47 s 049
- Meilleur tour en course :  Sébastien Buemi (#8 Toyota Gazoo Racing) en 1 min 48 s 926

## Tours en tête
- no 8 Toyota GR010 Hybrid - Toyota Gazoo Racing :  38 tours (1-24 / 29-41 / 61)[4]
- no 7 Toyota GR010 Hybrid - Toyota Gazoo Racing :  147 tours (25-28 / 42-60 / 62-185)

## À noter
- Longueur du circuit : 5,412 km
- Distance parcourue par les vainqueurs : 1 001,22 km